# Utricularia arenaria
Utricularia arenaria — вид рослин із родини пухирникових (Lentibulariaceae).

## Біоморфологічна характеристика
Наземна трава. Ризоїди і столони капілярні, численні. Листків, як правило, численні, розкидані на столонах, від лінійно-ланцетних до зворотно-яйцювато-лопатоподібних, 2–15 см завдовжки й 0.3–2 мм ушир, 1-жилкові. Пастки численні, яйцюваті, 0.6–1.0 мм завдовжки; верхня губа виступає ± вдвічі більше, ніж нижня, обидві забезпечені рядами залозистих волосків. Суцвіття прямовисні, 2–16 см; квітки 1–5(8). Частки чашечки нерівні, верхні трохи більші, широко-яйцюваті, гострі, нижні яйцювато-довгасті, округлі чи зрізані. Віночок білий чи бузковий з жовтою плямою на піднебінні, 3–7 мм завдовжки; верхня губа вузько довгаста, верхівка закруглена, зрізана чи виїмчаста; нижня губа кругла; шпора конічно-шилоподібна, ± вдвічі довша за нижню губу. Коробочка куляста, 1.5–2.5 мм у діаметрі. Насіння численне, ± 0.2 мм, усічено-конічні, кутасті.

## Поширення
Вид поширений у тропічній Африці (Ангола, Бенін, Ботсвана, Буркіна, Бурунді, Камерун, Чад, Ефіопія, Габон, Гана, Індія, Кот-д'Івуар, Кенія, Мадагаскар, Малаві, Малі, Мозамбік, Намібія, Нігерія, Сенегал, Сьєрра-Леоне, Південна Африка, Есватіні, Лесото , Південний Судан, Танзанія, Того, Уганда, Замбія, ДР Конго, Зімбабве).

## Спосіб життя
Населяє заболочені пасовища, вологий відкритий піщаний ґрунт і скельні площі; на висотах від 0 до 2650 метрів.